# 5 (빅마마의 음반)
5는 4집 앨범 이후 3년 만에 발매된 빅마마의 5집 앨범이다. 2010년 2월 22일 5집 앨범 수록곡 중 하루만과 Rainbow Dream 2곡을 우선 선공개하였다. 2010년 3월 19일 5집 수록곡 중 기다리다 미쳐 티저 영상이 공개되었고 온·오프라인으로 3월 23일 발매되었다. 이 중 수록곡 하루만은 영화 폭풍전야의 삽입곡으로도 수록된 바 있다.

## 트랙리스트
1. Fire
2. Beautiful Day
3. 기다리다 미쳐
4. 태우다
5. 소녀를 사랑한 소나무
6. 하루만
7. 좁은 하늘 (신연아 solo)
8. 오직 사랑 (이지영 solo)
9. Rainbow Dream
10. Daylight
11. 우리, 결혼해요
12. 그날의 우린 (이영현 solo)
13. The Way (박민혜 solo)
14. 사랑
15. 혼잣말